# Dinastía XVII de Egipto
La Dinastía XVII o Decimoséptima Dinastía del antiguo Egipto fue una dinastía de faraones egipcios que gobernó desde Tebas el Alto Egipto durante casi 100 años (c. 1625 - 1535 a. C.) y forma parte del final del convulso período histórico caracterizado por la invasión, dominio y posterior expulsión de los hicsos conocido como Segundo Periodo Intermedio.

## Identificación
Los epítomes de Aegyptíaka de Manetón aportan versiones contradictorias y confusas sobre la identidad de los faraones de la dinastía XVII. Adicionalmente, si comparamos los epítomes de Africano y de Eusebio, se puede notar que la descripción dada por Eusebio de la dinastía XVII coincide con la descripción dada por Africano para la dinastía XV, apuntando a la existencia de un error.

La Dinastía XV estuvo constituida por los reyes pastores [hicsos]. Hubo seis extranjeros procedentes de Fenicia, que se apoderaron de Menfis. En el nomo setroita fundaron una ciudad, desde la cual subyugaron a Egipto. El primero de estos reyes, Saites, reinó 19 años y de él recibe su nombre el nomo saita. Bnón reinó 44 años.

La Dinastía XVII fue también de reyes pastores, 43 en total, y tebanos y de Dióspolis, 43 en total. El total de los reinados de los reyes pastores y de los reyes tebanos fue de 151 años
Sincelo según Sexto Julio Africano.

La Dinastía XVII fue la de los pastores y hermanos. Eran reyes extranjeros procedentes de Fenicia, que se apoderaron de Menfis. El primero de estos reyes, Saites, reinó durante 19 años. El nomo saita recibe su nombre de él. Estos reyes fundaron una ciudad en el nomo setroita, desde la cual subyugaron a Egipto. Bnón reinó 40 años. [..] En total reinaron 103 años.
Sincelo según Eusebio de Cesarea.

La Dinastía XVII estuvo formada por pastores que eran hermanos de Fenicia y reyes extranjeros. Se apoderaron de Menfis. El primero de estos reyes, Saites, reinó durante 19 años. De él recibe su nombre el nomo saita. Estos reyes fundaron en el nomo setroita una ciudad desde la que, tras realizar una expedición, dominaron Egipto. El segundo rey fue Bnón, que reinó 40 años. [..] El total fue de 103 años.
Versión armenia de Eusebio de Cesarea.

A pesar de lo afirmado por Manetón, la evidencia arqueológica muestra de forma concluyente que los reyes de esta dinastía fueron egipcios y tuvieron su origen en la ciudad de Tebas. Más complejo resulta, sin embargo, asignar reyes y fechas concretas. Los egiptólogos se han guiado históricamente por el trabajo de Jürgen von Beckerath, que establece su inicio en el año 1625 a. C. Sin embargo, estudios recientes realizados por el egiptólogo Kim Ryholt han cambiado esta percepción y actualmente se data el inicio de la dinastía XVII en una fecha cercana al año 1620 a. C. aunque ambas fechas mencionadas contienen un cierto grado de especulación, como es natural en la mayoría del Segundo Periodo Intermedio. Sin embargo si hay coincidencia en datar el final de la dinastía XVII en algún momento posterior al tercer año de reinado del faraón Kamose.

## Historia
De forma paralela a los gobernantes hicsos de la dinastía XV que controlaban el norte y centro del país. Prácticamente sucede a la dinastía XVI de ahí que sus gobernantes parezcan provenir de una rama local de esta. Sin embargo, no se puede asegurar este dato, ya que todo este período están muy mal documentado y el reino tebano de la dinastía XVII surgió luego del final de la dinastía XVI cuando Tebas fuera ocupada por los gobernantes hicsos. Solo controló el Alto Egipto durante el período c. 1650 a 1500 a. C. aunque al final de esta dinastía, sobre todo bajo el reinado del faraón Kamose, se emprendieron confrontaciones militares que llevarían a la expansión del reino tebano, tanto hacia el norte como hacia el sur, al debilitamiento de los reyes hicsos y a su final expulsión del país por parte del faraón Ahmose, dando lugar al inicio del Imperio Nuevo.

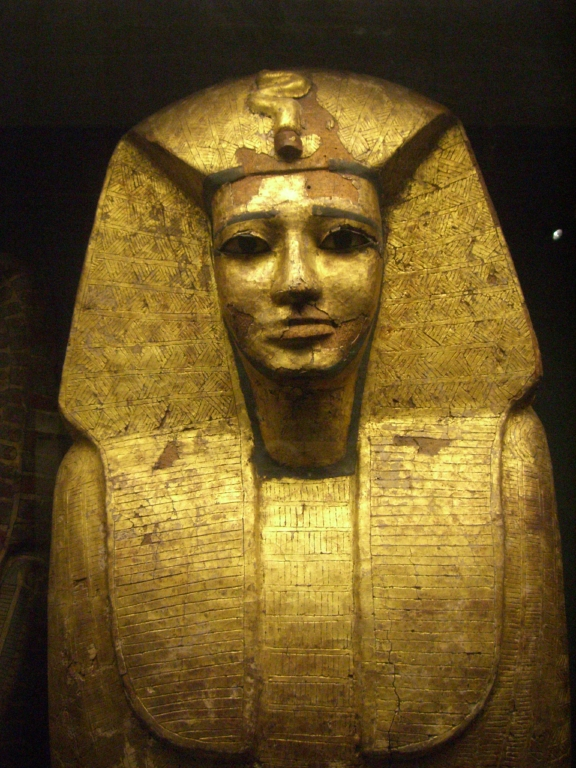
Sarcófago de Sejemra Upmaat Intef. Louvre.

El fundador de esta dinastía pudo ser Intef V, idea que encuentra la aprobación de la gran mayoría de los especialistas, o su hijo Rahotep.
Los gobernantes de esta dinastía deben pagar tributo a los reyes hicsos y tolerar sus guarniciones situadas en lugares estratégicos. Sin embargo, estos personajes tebanos, la dinastía XVII, van a ponerse a la cabeza de la lucha contra los soberanos extranjeros. Sus gobernantes van a enfrentarse a los hicsos y propiciar una nueva reunificación del país.
En Nubia, el rey de Kush Nedyeh toma el poder e instaura su capital en Buhen, reina desde Elefantina hasta la segunda catarata del Nilo. Su alianza con los hicsos tiene por objeto cercar los a tebanos y va a durar hasta que Kamose se apodere de Buhen.
La victoria de Buhen dará origen a una explosión de sentimiento nacionalista guiado por los débiles gobernantes tebanos que asimilarán la lucha contra los hicsos a una guerra de religión. El hermano de Kamose, Ahmose, hacia 1540 a. C., tomará la capital hicsa Avaris, la arrasará y perseguirá a los hicsos hasta Canaán.
La victoria final sobre estos últimos y su expulsión señalará el final de la dinastía XVII y constituirá la fundación del Imperio Nuevo. Los faraones de la dinastía XVII tomarán residencia en Deir el-Ballas (Ombos) pero por supuesto reinarán en Tebas. Serán enterrados en Dra Abu el-Naga, en tumbas culminadas por pirámides de adobe. Se conocen algunas, como la de Seqenenra Taa que "muere atrozmente mutilado en batalla". Arqueólogos y médicos forenses estudiaron su momia y comprobaron que "fue asesinado con un hacha de guerra de tipo hicso".

## Gobernantes de la dinastía XVII
Esta tabla sólo es orientativa. Los gobernantes, su orden y tiempo de reinado son motivo de debate. Solamente de los últimos faraones se dispone de documentación contrastable arqueológicamente.
Faraones según J. von Beckerath:
| Nombre común      | Nombre de Nesut-Bity | Nombre de Sa-Ra | Canon Real de Turín   | N.º      | Comentarios | Reinado         |
| ----------------- | -------------------- | --------------- | --------------------- | -------- | ----------- | --------------- |
| Intef V           | Intef VI             | Intef V         |                       |          |             | 1625-1622 a. C. |
| Rahotep           | Sejemra Uahjau       | Rahotep         | (Sejemra...) 3...     | (11.1) * |             | 1622-1619 a. C. |
| Sobekemsaf I      | Sejem..Uady..jau     | Sobe...msaf     | (Sejemra...) 16...    | (11.2) * |             | 1619-1603 a. C. |
| Sobekemsaf II     | Sejemra Shedtauy     | Sobekemsaf      | (Sejemra Sheduast)... | (11.9)   | (**)        | 1603-1603 a. C. |
| Intef VI          | Sejemra Upmaat       | Intef VI        | (ilegible)            | (11.10)  |             | 1603-1593 a. C. |
| Intef VII         | Sejemra Herhormaat   | Intef VII       | (ilegible)            | (11.11)  |             | 1593-1588 a. C. |
| Senajtenra Ahmose | Senajtenra           | Ahmose          | (ilegible)            | (11.12)  |             | 1588-1584 a. C. |
| Seqenenra Taa     | Seqenenra            | Taa             | (ilegible)            | (11.13)  |             | 1584-1579 a. C. |
| Kamose            | Uadyjeperra          | Kamose          | (ilegible)            | (11.14)  |             | 1579-1575 a. C. |

- (*) Parcialmente legibles en el Canon Real de Turín.
- (**) Ryholt los considera gobernantes de la dinastía XVI
- Cronología basada en Schneider, Franke y R. Krauss.

Faraones según K.S.B. Ryholt.
1. Rahotep Sejenra uahjau
2. Sobekemsaf I Sejemra shedtauy
3. Intef VI Sejemra upmaat
4. Intef VII Nubjeperra
5. Intef VIII Sejemra horhormaat
6. Sobekemsaf II Sejemra uadyjau
7. Siamon (?) Senajtenra
8. Taa Seqenenra
9. Kamose Uadyjeperra

## Cronología de la dinastía XVII
Cronología estimada por los siguientes egiptólogos:
| Primer faraón: - Nubjeperra Intef - 1625-1622 (Krauss, Franke) - 1571-1566 (Ryholt) (no lo considera el primero) | Último faraón: - Kamose - 1571-1569 (Redford) - 1554-1549 (Murnane, Ryholt) - 1553-1549 (Dodson) - 1545-1539/30 (Franke) |